# Les maîtres du roman (collection)
« Les maîtres du roman » est une collection de romans publiée par les éditions Édouard Dentu à Paris, entre 1890 et 1897. Il s'agit de l'une des premières collection en France à promouvoir le roman populaire à prix bon marché.
Les titres ont été en grande partie repris par la Librairie Arthème Fayard, à travers la collection « Le Livre populaire ».

## Histoire
Mort en 1884, Édouard Dentu avait hérité d'une maison prestigieuse, fondée presque un siècle plus tôt. Parmi les repreneurs, sa veuve, qui confia au jeune Henri Floury la direction éditoriale. Au printemps 1890, il lance les premiers titres d'une collection de romans, vendus à 60 centimes de franc pièce, un prix considéré à l'époque comme très bas : chaque volume fait près de 300 pages au format in-seize, relié sous la forme de cahiers brochés, ce n'est donc pas le format du fascicule à 4 sous (20 centimes). Les ouvrages sont proposés en librairie et dans les gares, au rythme de 3 livraisons par mois. Une couverture générique est spécialement conçue,.
Les premiers titres sont des rééditions provenant du fonds Dentu, qui pouvaient avoir été prépubliés en roman-feuilleton dans des journaux. Certains titres sont également des adaptations romanesques de pièces de théâtre à succès. Par la suite, la collection accueille également des traductions et des ouvrages inédits. On compte très peu de femmes de lettres.
Certains titres ne laissent pas indifférents : en juillet 1893, un journaliste de La Voix du peuple, un quotidien d'Auch très conservateur dirigé par Paul de Cassagnac, publie une lettre ouverte au sénateur René Bérenger, surnommé le « Père la pudeur », pour réclamer l'interdiction de la vente d'ouvrages issus de cette collection dans les gares pour « pornographie pure, noyée dans une trame idiote, sans forme, sans style, sans rien du tout » — de fait, il ne cite pas l'auteur, mais décrit si bien la trame narrative que l'on reconnaît ici le roman d'Alfred Assollant, Mariage au couvent (no 36). 
Elle est aussi l'endroit de véritables découvertes, comme ce fut le cas en 1891 pour la publication de Cent ans après ou l'An 2000 d'Edward Bellamy, roman d'anticipation traduit de l'américain, et préfacé par le jeune Théodore Reinach.
L'inventaire de cette collection laisserait apparaître 142 titres,. 
En janvier 1898, la presse annonce que la collection est entièrement reprise par la maison Carel et Fayard. Elle est proposée à ce moment-là en prime aux lecteurs de La Dépêche, entre autres.

## Titres publiés

### Première série
- 1 : Élie Berthet, Le Charlatan
- 2 : Alfred Assollant, Léa

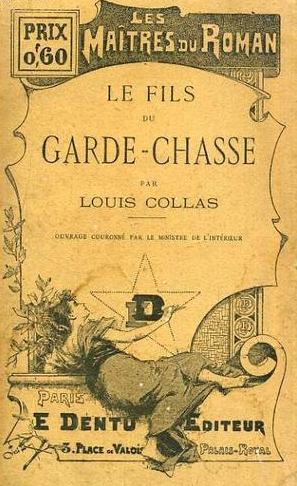
Couverture de Le Fils du garde-chasse de Louis Collas.

- 3 : Louis Collas, Le Fils du garde-chasse
- 4 : Dubut de Laforest, La Baronne Emma
- 5 : Charles Joliet, La Novice de Trianon
- 6 : Louis Jacolliot, L’Affaire de la rue de la Banque
- 7 : Paul Perret, Le Saint de bois
- 8 : Louis Noir, Les compagnons de Buffalo
- 9 : Armand Lapointe, Le Roman d'un médecin
- 10 : Adolphe Belot, Folies de jeunesse

### 2esérie
- 11 : Eugène Giraud, Mademoiselle Besson
- 12 : Élie Berthet, Sœur Julie
- 13 : Fortuné du Boisgobey, Une affaire mystérieuse
- 14 : Charles Diguet, Secret d'alcôve
- 15 : Adolphe de Lescure, Les confessions de l'abbesse de Chelles, fille du Régent
- 16 : Mary Summer, Aventures d'une femme galante au XVIIIe siècle
- 17 : Alexis Bouvier, Le Mouchard
- 18 : Léopold Stapleaux, Le Roman d’un père
- 19 : Émile Richebourg, Amours villageoises
- 20 : Catulle Mendès, La Vie et la mort d'un clown : la demoiselle en or

### 3esérie
- 21 : Guy de Charnacé, Le chasseur noir, souvenirs d'une jument de chasse. Écoute à Bois Rosé
- 22 : Catulle Mendès, La Vie et la mort d'un clown : l'argent de Papiol
- 23 : Charles Mérouvel, Fleur de Corse
- 24 : Catulle Mendès, La Vie et la mort d'un clown : la petite impératrice
- 25 : Philibert Audebrand, Les mariages manqués
- 26 : Jules Mary, La Fiancée de Jean-Claude
- 27 : Bertrand Millanvoye et Alfred Étiévant, Le Petit Bossu
- 28 : Alfred Assollant, Hyacinthe
- 29 : Paul Margueritte, Maison ouverte
- 30 : Gustave Claudin, Les caprices de Diodème

### 4esérie
- 31 : Jules de Gastyne, L’Affaire du Général X
- 32 : Louis Noir, Une revanche de Vidocq
- 33 : Léon Cladel, Ompdrailles. Le Tombeau des lutteurs [mai 1891]
- 34 : André Theuriet, Le Secret de Gertrude
- 35 : Alfred Assollant, Mariage au couvent
- 36 : Dubut de Laforest, Mademoiselle Tantale ; Le locataire du père Loreille
- 37 : Pierre Zaccone, Mémoire d’un commissaire de police. I - La Lanterne rouge
- 38 : Adolphe Belot, Une affolée d’amour
- 39 : Pierre Zaccone, Mémoire d’un commissaire de police. II - L’Enveloppe noire
- 40 : Émile Gaboriau, Le Capitaine Coutanceau

### 5esérie
- 41 : Edward Bellamy, Cent ans après ou l'An 2000
- 42 : Constant Guéroult, Le Juif de Gand
- 43 : Henry de Kock, Le Château du bonheur
- 44 : Alexis Bouvier, La Grande Commune
- 45 : Ponson du Terrail, Le Capitaine Coquelicot
- 46 : Adolphe Belot, Courtisane, roman parisien
- 47 : Georges Beaume, La Proie. À cinq
- 48 : Xavier de Montépin, Une passion
- 49 : Paul Féval, Le Roman de minuit
- 50 : Charles Joliet, La Vie d'artiste. Bérengère

### 6esérie
- 51 : Maurice Drack, Madame Lise
- 52 : Ponson du Terrail, Diane de Lancy
- 53 : Camille Lemonnier, Le Mort
- 54 : Alfred Assollant, Un millionnaire
- 55 : Louis Jacolliot, Le Père La Fouine
- 56 : Adolphe Bellot, La Petite Couleuvre. Suite et fin d’Affolée d’amour
- 57 : Émile Richebourg, 40 000 francs de dot
- 58 : Auguste Lepage, Maître Normand, notaire
- 59 : Oscar Méténier, Outre-Rhin
- 60 : Pierre Zaccone, Les aventuriers de Paris

### 7esérie
- 61 : Henri de Bornier, Le Jeu des vertus
- 62 : Charles Vincent, Lina
- 63 : Maurice Montégut, La Faute des autres
- 64 : Charles Beaumont, Le Cahier de Marcel
- 65 : Léon Cladel, Kerkadec, garde-barrière
- 66 : Paul Perret, Histoire d’un honnête homme
- 67 : Albert Le Roy, Le Mariage de Laure
- 68 : Jean Blaize, Les planches, roman moderne
- 69 : Catulle Mendès, La Divine Aventure. Véritables mémoires de Cagliostro
- 70 : Achille Mélandri, La Gouvernante

### 8esérie
- 71 : Camille Lemonnier, Un mâle
- 72 : Xavier de Montépin, La Maîtresse du mari
- 73 : Henri Gourdon de Genouillac, L’Homme au nez coupé
- 74 : Dubut de Laforest, Les dames de Lamète
- 75 : Gabriel de La Landelle, Un corsaire sous la Terreur
- 76 : Bertol-Graivil, Victime d’amour
- 77 : Alfred Assollant, Les crimes de Polichinelle
- 78 : Adolphe de Lescure, Les maîtresses du Régent
- 79 : Camille Debans, Guy de Saint-Guy
- 80 : Louis Gallet et Édouard Montagne, Jeanne de Soyans

### 9esérie
- 81 : Louis Gallet et Édouard Montagne, Saltimbanques
- 82 : Louis Jacolliot, Un policier de génie. Le Mariage de Galuchon
- 83 : Léopold Stapleaux, La Langue de madame Z
- 84 : Mie d'Aghonne, La Reine des batailles
- 85 : Jean-Jacques Des Martels, Les tentations de l'abbé
- 86 : Lucien Descaves, Une vieille rate
- 87 : George de Peyrebrune, Les roses d’Arlette
- 88 : Jules de Gastyne, Premières Caresses
- 89 : Emmanuel Gonzalès, Les gardiennes du trésor
- 90 : Étienne Énault, Histoire d'une conscience

### 10esérie
- 91 : Paul Alexis,Le Collage
- 91 bis : Paul de Musset, Une vie du diable
- 92 : Arsène Houssaye, La Couronne de bleuets, préf. de Théophile Gautier
- 93 : Raoul Vast et Gustave Ricouard, La Négresse
- 94 : Jules Clarétie, Mademoiselle Cachemire
- 95 : Charles Chincholle, La Ceinture de Clotilde
- 96 : Théodore de Graves, Les drames de l’épée, préf. de Jules Clarétie
- 97 : Eugène Muller, La Mionnette
- 98 : Émile Faure, Les dernières favorites
- 99 : Madame Carette, Passion

### 11esérie
- 100 : Edmond Lepelletier, Le Capitaine Ango
- 101 : Mie d'Aghonne, Le Vampire aux yeux bleus
- 102 : Paul Féval, La Cosaque
- 103 : Mary Summer, Scandales d’hier
- 104 : Alfred Assollant, Mémoires de Gaston Phoebus
- 105 : Champfleury, Les souffrances du professeur Delteil
- 106 : Charles Joliet, La Train des maris
- 107 : Armand Lapointe, Les sept hommes rouges
- 108 : Champfleury, La Pasquette
- 109 : Alfred Assollant, Le Docteur Judassohn

### 12esérie
- 110 : Fortuné du Boisgobey, Le Pignon maudit
- 111 : Alfred Assollant, Rose d'amour
- 112 : Claude Vignon, Lisa
- 113 : Alfred Assollant, Chiffon
- 114 : Louis Dépret, Deux cœurs sensibles
- 115 : Élie Berthet, Le Martyre de la Boscotte
- 116 : Constant Guéroult, La Bourgeoise d’Anvers
- 117 : Champfleury, Monsieur de Boisdhyver
- 118 : Charles Diguet, La Vierge aux cheveux d'or
- 119 : H. Gourdon de Genouillac, Études de mœurs parisiennes. La Misère en habit noir

### 13esérie
- 120 : Edmond Picard, Scènes de la vie judiciaire. La Forge Roussel. L'Amiral. Le Juré
- 121 : Camille Lemonnier, Contes flamands. Les Bons amis. Le Thé de ma tante Michel
- 122 : André Theuriet, Madame Véronique
- 123 : Emmanuel Gonzalès, L’Hôtel du connétable
- 124 :
- 125 : Georges Le Faure, Au drapeau !
- 126 : Paul Féval fils, Le Crime du juge. La Chevelure de la créole [février 1896]
- 127 : Mie d'Aghonne, La Maudite
- 128 :
- 129 : Ponson du Terrail, Le Bal des victimes

### Dernière série
- 130 : Ernest Daudet, Henriette
- 131 :
- 132 : Albéric Second, La Vicomtesse Alice
- 133 :
- 134 : Étienne Énault, Le Roman d'une altesse

- 141 : Ernest Gay, Le Sergent Villajoux. Amours, duels, combats[8]

## Autre collection
- « Les maîtres du roman » est aussi une collection lancée par La Nouvelle Revue critique entre 1925 et 1934[9].